# Samuel Adams (öl)
Samuel Adams är ett amerikanskt ölmärke som produceras av Boston Beer Company och som är namngivet efter bryggaren och patrioten Samuel Adams.